# Parliamo tanto di me
Parliamo tanto di me è la prima opera di Cesare Zavattini, edita da Bompiani, Milano, nel 1931.
È una raccolta di brevi racconti dal sapore favolistico nordico che narra di un viaggio nell'aldilà.

## Trama
Il protagonista riceve una visita durante la notte da alcuni spiriti che si dileguano all'alba, tranne uno, che lo guiderà in un viaggio nell'aldilà alla scoperta dell'Inferno, Purgatorio e Paradiso.

## Tematiche
Il racconto è contraddistinto da un'atmosfera surreale, fatta di situazioni assurde e Beckettiane in cui un sottile umorismo eviscera temi di natura esistenziale.